# Георгіос Кондиліс
Георгіос Кондиліс (грец. Γεώργιος Κονδύλης; 14 серпня 1878 — 31 січня 1936) — грецький політик, короткочасний диктатор (прем'єр-міністр і регент Греції), генерал.

## Військова кар'єра
Народився в Евританії. 1896 року вступив на військову службу, бився у складі грецького експедиційного корпусу на Криті. Також брав участь у воєнних діях в Македонії (1904–1908). Під час Балканських війн отримав звання капітана. Підтримав Рух національної оборони Елефтеріоса Венізелоса за часів Першої світової війни та протистояв поверненню пронімецького короля Костянтина I 1920 року. Разом з іншими офіцерами—венізелістами виїхав до Фессалонік, де було сформовано рух «Демократична оборона» (грец. Δημοκρατική Άμυνα). Повернувся до Афін 1922 року у званні генерала, а наступного року вийшов у відставку, щоб присвятити себе політиці.

## Політична діяльність
Був обраний депутатом грецького Парламенту, заснував Національно-демократичну партію. 21 серпня 1926 року здійснив переворот, в результаті якого було усунуто від влади диктатора Теодороса Пангалоса, та призначив нові вибори на листопад, в яких партія участі не брала.
Під час виборів у серпні 1928 року його партія здобула 9 місць у Парламенті. 1933 Кондиліс отримав портфель військового міністра.
10 жовтня 1935 року військовики скинули уряд Панаїса Цалдаріса, а колишній республіканець Кондиліс проголосив себе регентом Греції та ліквідував республіку. Його хунта встановила у Греції режим терору, переслідуючи республіканців. Того ж року, 3 листопада, Кондиліс організував референдум, на якому 97% проголосували за відновлення монархії (фактично референдум не був вільним, оскільки спостерігачі могли бачити, хто як голосує). Король Георг II повернувся до країни 25 листопада, невдовзі після цього посварився з регентом та усунув його від влади. На виборах 26 січня 1936 року Кондиліс вступив до коаліції з майбутнім зрадником Іоаннісом Раллісом — коаліція отримала 15 місць у Парламенті. Лише за 5 днів після виборів Кондиліс помер від інфаркту.